# Белдиман, Алеку
Алеку Белдиман (рум. Alecu Beldiman, также известный как Алекул или Алеко; 1760—1826) — румынский государственный деятель, переводчик и поэт.

## Биография
Родился в Яссах (по другим данным в городке Хуши) в 1760 году в боярской семье ворника Георга Белдимана (Gheorghe Beldiman, 1724—1792), происходившей из Трансильвании.

Герб Алеку Белдимана

Алеку получил первоначальное образование дома, а также в частных греческих школах. Говорил по-гречески и по-французски. Он постепенно поднимался по боярской иерархии, став чавушем в молдавских вооружённых силах в 1785 году и сердаром в 1789 году. В возрасте 34 лет Алеку Белдиман стал пахарником при княжеском дворе Михаила Суцу, после чего был переведён в качестве исправника в область Нямц. В 1800 году при господаре Молдовы Константине Ипсиланти Белдиман был назначен бургграфом в Галац. После смерти отца он стал единственным владельцем нескольких поместий возле Ясс и в Бессарабии.
Исследователь Николае Кондееску считает началом литературной деятельности Белдимана конец XVIII века. Самый ранний его вклад в культурную жизнь, вероятно, относится к 1790-м годам и первоначально включал переводы французской прозы и стихотворной драмы. Одновременно с этим Белдиман стал одним из первых, кто внёс вклад в популяризацию западного театрального искусства. Началом театральной деятельности молдаван считается начало XIX века, когда Conachi, Nicolae Dimachi и Dumitrache Beldiman создали серию кукольных спектаклей с текстами на румынском языке. Историками считается, что пьесу «Serdarul din Orhei», датированную 1811 годом, написал Алеку Белдиман.
Алеку Белдиман стал постельником в 1818 году и исправником Ясс в 1819 году при господаре Михаиле Суцу. В период с 1810 по 1820 год занимался многими переводами. К 1820 году он стал самым продуктивным переводчиком в Молдове, способствуя вестернизации и распространению идей Просвещения. Его работы распространялись в печатном виде Захарией Каркалечи или копировались вручную.
Антигреческие настроения Белдимана достигли пика в 1821 году, когда вторжение Священного отряда изгнало его и других румынских бояр из Молдовы. Это вдохновило Алеку на написание эпической поэмы «Tragodiea Moldovei». Несмотря на политическую значимость и живописные детали, работа была широко отвергнута как образец исключительно плохого письма. По возвращении домой Белдиман вступил в конфликт с господарем Ионицэ Стурдзой, который в 1824 году заключил его в монастырь Тазлау. Хотя в конце концов Белдимана выпустили на свободу, он оставался в тени до конца своей жизни. Его последний опубликованный перевод вышел в 1824 году — это был первый том книги Уильяма Кокса «Travels into Poland, Russia, Sweden and Denmark».

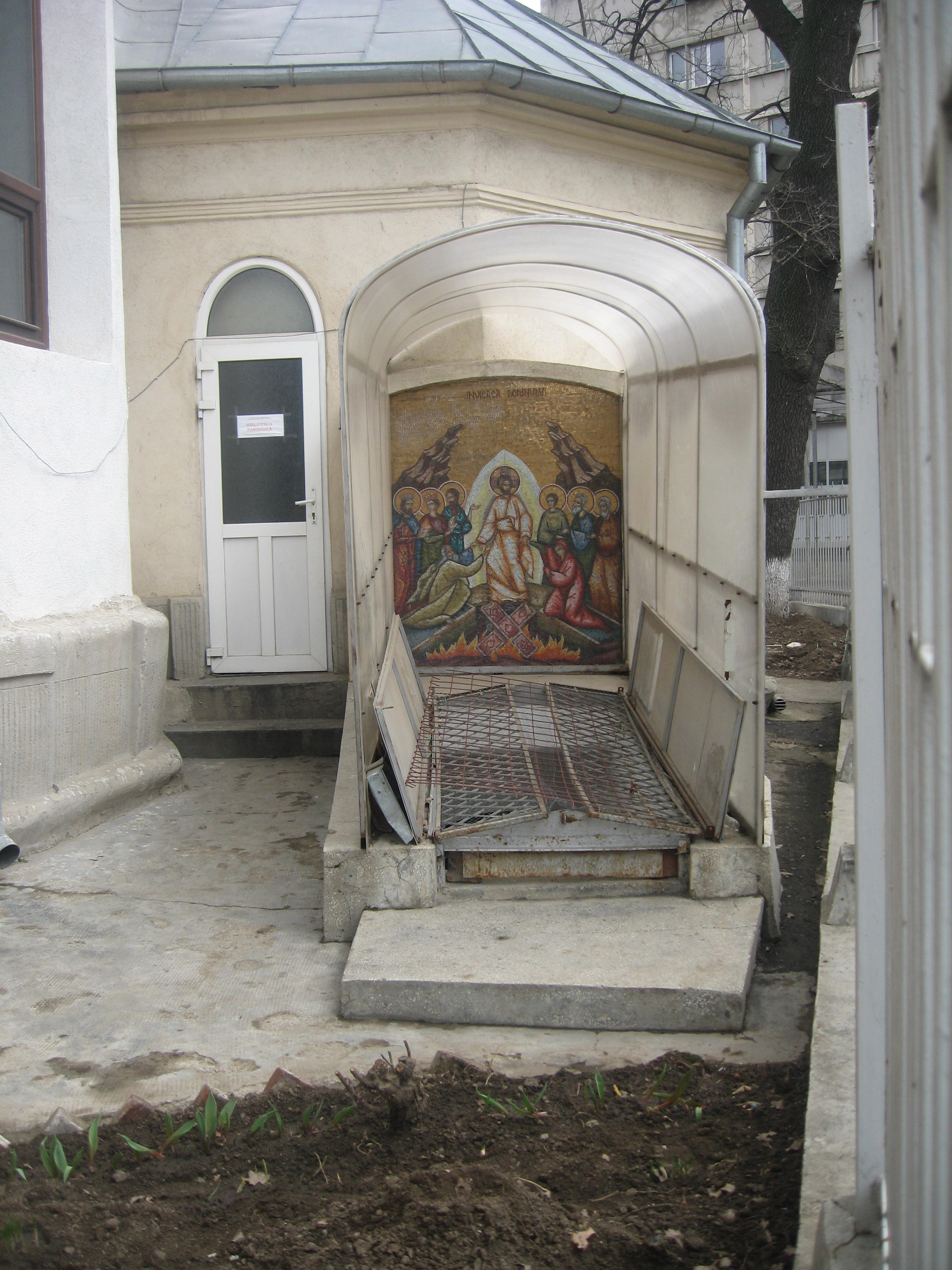
Вход в склеп церкви Talpalari

Умер в 1826 году. Был похоронен в семейном склепе православной церкви Talpalari в Яссах. Оставил большое количество рукописей, которые, были проданы местному коллекционеру.

### Семья
Алеку Белдиман был трижды женат. Его первая жена, имя которой неизвестно, принадлежала семье Романо (Romano). Второй женой была Илеана (Ileana), сестра логофета и поэта Костаче Конаки, родственника Николая Вогориде, будущего каймакама Молдавского княжества. Последняя жена была Елена Гречану (Elena Greceanu).
Его семья продолжала играть определённую роль в молдавской, а затем румынской политике; его внук Александру Белдиман был журналистом и публицистом.